# Imre Horváth (Politiker)

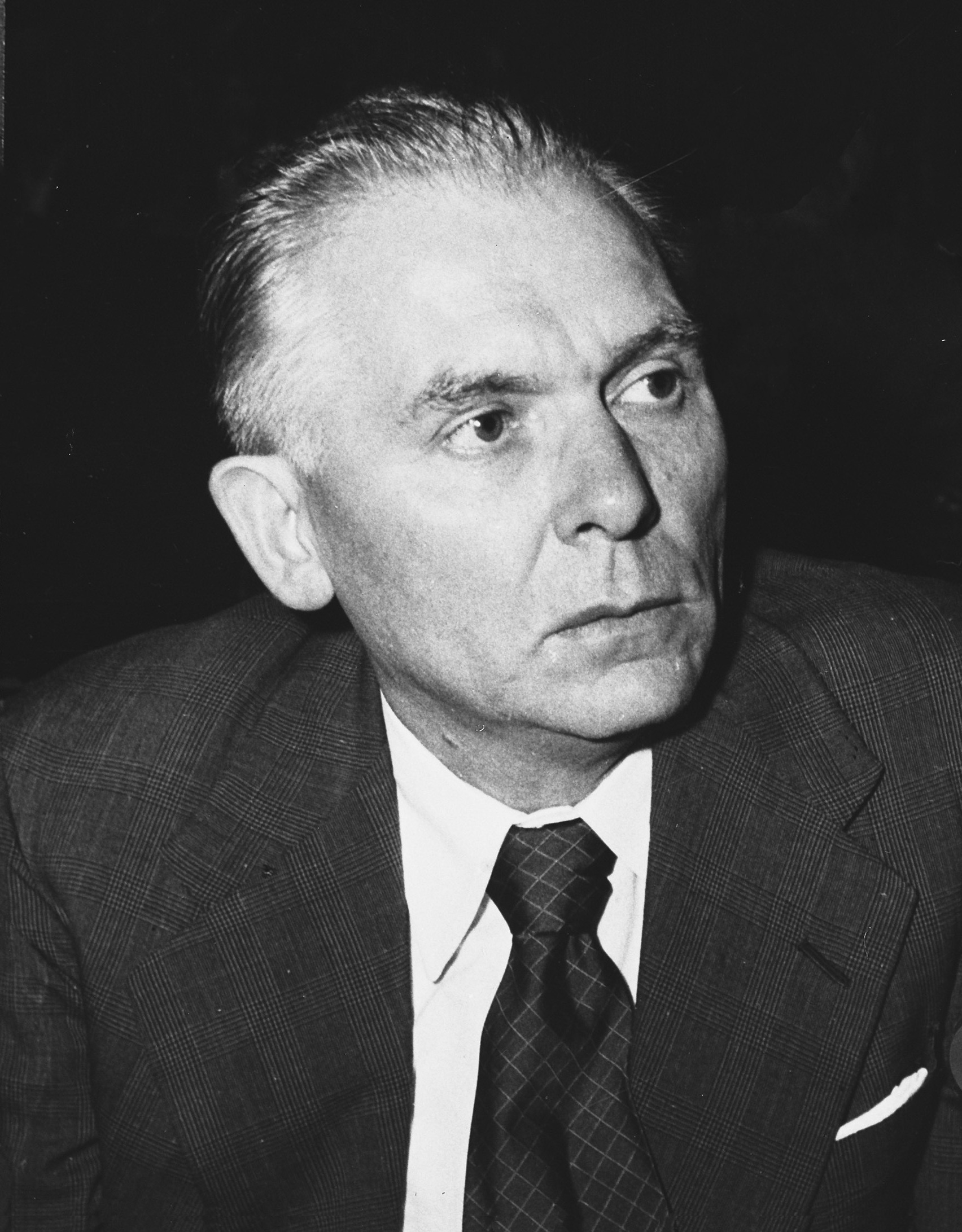
Imre Horváth, 1956

Imre Horváth (* 19. November 1901 in Budapest, Österreich-Ungarn; † 3. Februar 1958 in Budapest, Volksrepublik Ungarn) war ein ungarischer Diplomat und Politiker der Ungarischen Kommunistischen Partei MKP (Magyar Kommunista Párt), der Partei der Ungarischen Werktätigen MDP (Magyar Dolgozók Pártja) sowie später der Ungarischen Sozialistischen Arbeiterpartei MSZMP (Magyar Szocialista Munkáspárt), der Botschafter in verschiedenen Staaten sowie zeitweise Außenminister war.

## Leben

### Kommunistischer Funktionär, Verhaftungen und Zweiter Weltkrieg
Der aus einer Arbeiterfamilie stammende Horváth arbeitete nach dem Schulbesuch als Hilfsarbeiter in einer Telefonfabrik und absolvierte 1916 einen Ausbildungslehrgang, der von der Bildungsgruppe der Ungarischen Sozialdemokratischen Partei MSZDP (Magyarországi Szociáldemokrata Párt) organisiert wurde. Am 24. November 1919 gehörte er zu den Mitgründern der Kommunistischen Ungarischen Partei KMP (Kommunisták Magyarországi Pártja) und wurde durch das Volkskommissariat für Innere Angelegenheiten der Sowjetunion zum Politkommissar ausgebildet und nahm in der Folgezeit als Politkommissar des 53. Infanterieregiments sowie des 46. Infanterieregiments an verschiedenen Kampagnen teil. Im August 1919 wurde er festgenommen und befand sich bis 1920 in einem Internierungslager.
Nach seiner Freilassung war Horváth zunächst maßgeblich an der Reorganisation der illegalen KMP im Königreich Ungarn beteiligt, wurde aber bereits im Frühjahr 1921 abermals verhaftet und zu zehn Jahren Haftstrafe verurteilt. Im Rahmen eines Gefangenenaustausches reiste er im Frühjahr 1922 in die Sowjetunion und war dort zunächst als Arbeiter in einer Maschinenfabrik beschäftigt, ehe er 1926 Bibliothekar am Marx-Engels-Institut wurde und danach zwischen 1928 und 1929 Mitarbeiter am Moskauer Institut für Geodäsie war.
1933 wurde Horváth von seiner Partei nach Ungarn zurück beordert, wo er jedoch bereits im November 1934 abermals festgenommen wurde und die nächsten zehn Jahre im Stern-Gefängnis (Csillagbörtönben) in Szeged verbrachte. Nach der Besetzung Ungarns durch Deutschland im Rahmen des Unternehmens Margarethe im Zweiten Weltkrieg wurde er ins KZ Dachau gebracht.

### Politische Laufbahn in der Nachkriegszeit und in der Volksrepublik Ungarn
Nach seiner Rückkehr nach Ungarn im Oktober 1945 wurde Horváth als Diplomat in den auswärtigen Dienst übernommen und war zunächst Erster Sekretär sowie später Botschaftsrat an der Botschaft in der Sowjetunion. Im Anschluss war er zwischen Mai 1948 und September 1949 Vertreter der ungarischen Regierung bei der Sowjetischen Militäradministration in Deutschland (SMAD) in Berlin.
Nach verschiedenen Verwendungen im Außenministerium wurde Horváth im September 1951 Botschafter in den USA sowie anschließend im September 1953 Botschafter in Großbritannien, ehe er zwischen April 1954 und Juni 1956 Botschafter in der Tschechoslowakei war.
Nach seiner Rückkehr wurde Horváth im Juni 1956 zunächst Präsident des Instituts für Kulturverbindungen, bereits am 30. Juli 1956 jedoch als Nachfolger von János Boldóczki Außenminister. Dieses Ministeramt bekleidete er mit Ausnahme einer kurzen Unterbrechung vom 1. bis zum 4. November 1956 als Imre Nagy Außenminister war, bis zu seinem Tod. Daneben war er von November 1956 bis zu seinem Tod auch Mitglied des Zentralkomitees (ZK) der MSZMP.